# أمينة تسونمولاي
أمينة تسونمولاي (الألبانية: Emina Çunmulaj؛ ولدت في 12 سبتمبر 1984) عارضة أزياء أمريكية من أصول ألبانية. تم اكتشافها بواسطة Elite Model Management بعد أن أصبحت نصف نهائي في مسابقة إيليت موديل لوك يوغوسلافيا 2001 وفازت بجائزة إيليت موديل لوك 2001. في نفس العام، وقعت عقد مع إيليت. كانت تقيم في الجبل الأسود حتى سن السابعة عشرة، ثم عادت إلى الولايات المتحدة. وهي متزوجة من رجل الأعمال سام نازاريان ولديهما ابنتان.

## نشأته
ولدت أمينة تسونمولاي في ميشيغان بالولايات المتحدة لأبوين ألبانيين من بودغوريتشا، الجبل الأسود. انتقلت إلى الجبل الأسود (جمهورية يوغوسلافيا السابقة) في سن الرابعة في عام 1988. يتحدث كونمولاج الألبانية بطلاقة، اللغة المونتنغرية والإنجليزية.

## روابط خارجية
- أمينة تسونمولاي على موقع دليل عارضات الأزياء (الإنجليزية)
- Emina Cunmulaj on STYLE.com
- Emina Cunmulaj at AskMen.com